# Parathalassoalaimus sabulicola
Parathalassoalaimus sabulicola is een rondwormensoort uit de familie van de Desmodoridae. De wetenschappelijke naam van de soort is voor het eerst geldig gepubliceerd in 1929 door Allgén.